# Helcmanovce
Helcmanovce (deutsch Helzmanowitz oder Hannsdorf, ungarisch Nagykuncfalva – bis 1907 Nagykunchfalu – bis 1892 Helcmanóc) ist eine Gemeinde im Osten der Slowakei, mit 1364 Einwohnern (Stand 31. Dezember 2024), die zum Okres Gelnica, einem Kreis des Košický kraj gehört.

## Geographie

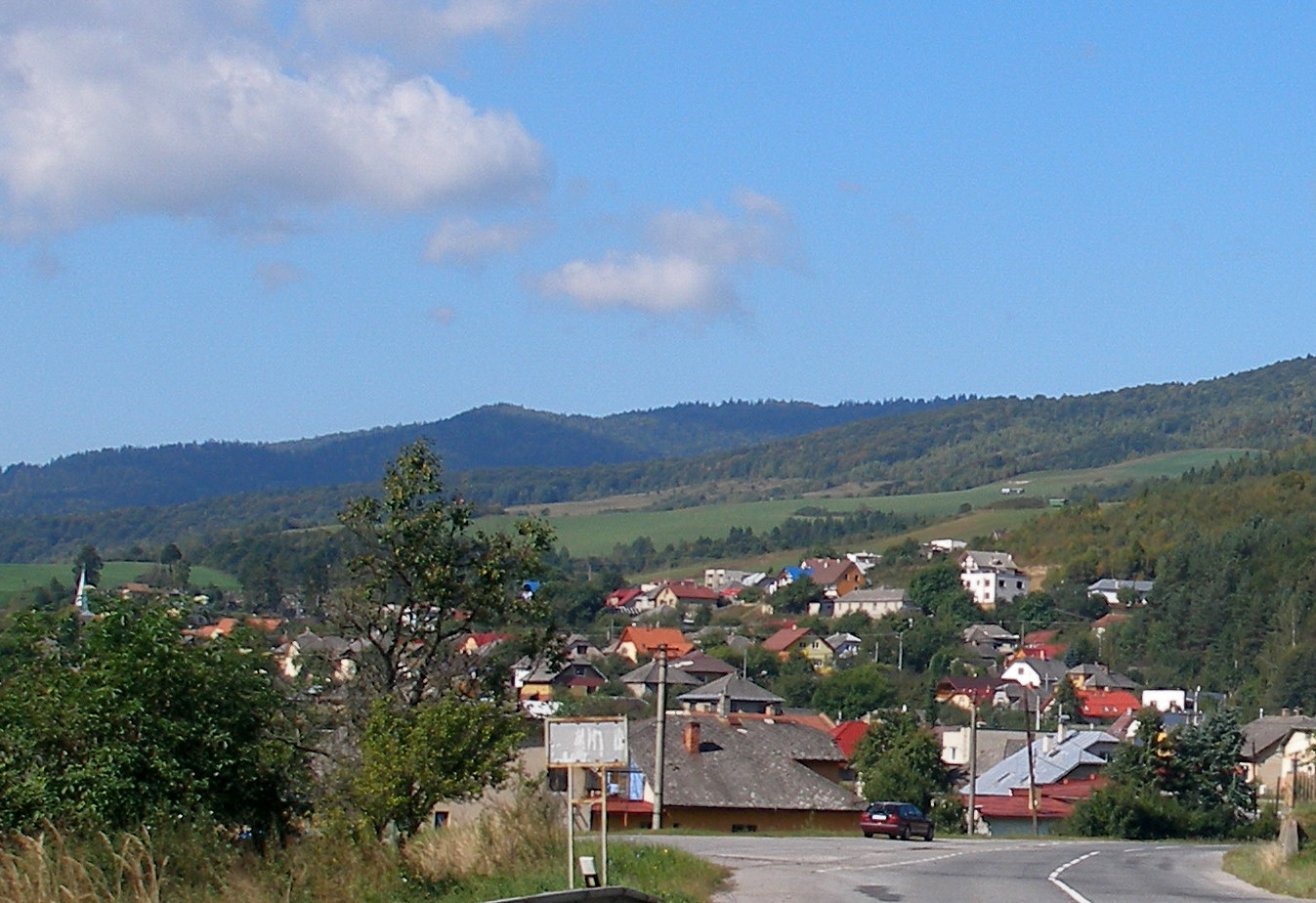
Blick auf Helcmanovce

Die Gemeinde befindet sich im Tal des Hnilec (deutsch Göllnitz) zwischen den Gebirgen Volovské vrchy und Hnilecké vrchy (beide Teil des Slowakischen Erzgebirges). Das Ortszentrum liegt auf einer Höhe von 425 m n.m. und ist 10 Kilometer von Gelnica sowie 44 Kilometer von Spišská Nová Ves gelegen.

## Geschichte

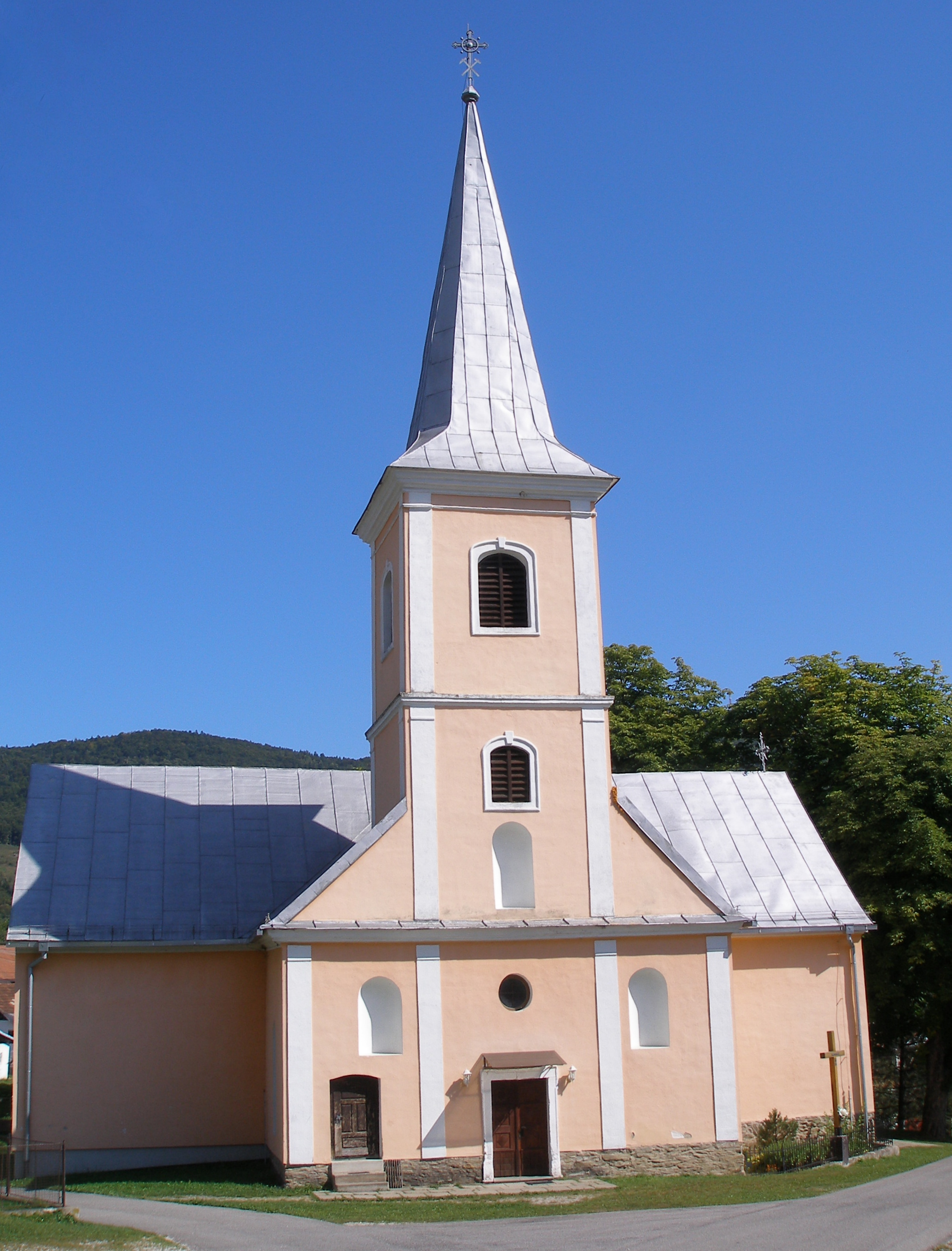
Griechisch-katholische Kirche

Helcmanovce wurde zum ersten Mal 1297 als Cuncz schriftlich erwähnt und war im 14. Jahrhundert Teil des Herrschaftsguts von Zipser Burg. 1828 sind 161 Häuser und 1618 Einwohner verzeichnet. Die Bevölkerung war überwiegend in Landwirtschaft und Bergbau beschäftigt.

## Bevölkerung
| Jahr                | 1994 | 2004    | 2014    | 2024    |
| ------------------- | ---- | ------- | ------- | ------- |
| Anzahl der Personen | 1631 | 1558    | 1445    | 1364    |
| Unterschied         |      | −4,47 % | −7,25 % | −5,60 % |

| Jahr                | 2023 | 2024 |
| ------------------- | ---- | ---- |
| Anzahl der Personen | 1364 | 1364 |
| Unterschied         |      | +0 % |

Ergebnisse nach der Volkszählung 2001 (1556 Einwohner):
| Nach Ethnie: - 92,99 % Slowaken - 5,78 % Zigeuner - 0,19 % Deutsche - 0,19 % Russinen - 0,19 % Tschechen | Nach Religion: - 71,08 % griechisch-katholisch - 16,45 % römisch-katholisch - 7,13 % konfessionslos - 3,21 % keine Angabe - 1,16 % orthodox |

## Bauwerke
- griechisch-katholische Kirche St. Michael Erzengel von 1600, im späten 18. Jahrhundert umgebaut
- neoklassizistisches Landschloss des Großgutbesitzers Imrich Csáky von 1925

## Verkehr
Helcmanovce besitzt eine Haltestelle an der Bahnstrecke Margecany–Červená Skala und liegt an der Landesstraße 546 (Prešov–Margecany–Hnilčík).